# Клэнси, Томас Оуэн
То́мас О́уэн Клэ́нси (англ. Thomas Owen Clancy) — шотландский и американский кельтолог, историк и литературовед; специалист по эпохе «тёмных веков» в Шотландии. Магистр Нью-Йоркского университета, доктор философии Эдинбургского университета. Профессор кельтской кафедры Школы гуманитарных наук Университета Глазго с 2005 года.